# Reuben, Reuben
Reuben, Reuben (Brasil: Amor e Boemia / Portugal: Reuben, Reuben - Vida de Artista) é um filme norte-americano de 1983, do gênero comédia dramática, dirigido por Robert Ellis Miller  e estrelado por Tom Conti e Kelly McGillis.